# Sierra de Parapanda
Sierra de Parapanda är en bergskedja i Spanien.   Den ligger i provinsen Provincia de Granada och regionen Andalusien, i den södra delen av landet, 300 km söder om huvudstaden Madrid.